# Eunidia griseolineata
Eunidia griseolineata là một loài bọ cánh cứng trong họ Cerambycidae.